# Männersache (2001)
Männersache (engl. „A Man Thing“) ist ein polnischer Kurzfilm aus dem Jahr 2001 unter der Regie von Sławomir Fabicki. Der Film ist als Abschlussarbeit von Sławomir Fabicki gemeinsam mit Bogumił Godfrejow an der Kamera entstanden.

## Inhalt
Der 13-jährige Bartek (Bartosz Idczak) möchte unbedingt vor seinen Freunden verheimlichen, dass sein Vater ihn zu Hause verprügelt. Ohne jegliche Unterstützung von seiner Mutter, seinen Lehrern oder seinen Freunden, wird er außerdem von seinem Fußball-Trainer terrorisiert. Doch schließlich findet er in einem alten, sterbenden Hund einen Freund, der ihm durch die schwierige Zeit hilft.

## Technische Daten
| Filmtyp            | Kurzfilm |
| Produktions-Format | 35 mm |
| Filmlänge:         | 730 m |
| Farbformat         | Schwarz-Weiß |
| Tonformat          | Mono |
| Seitenverhältnis   | 1.37:1 |
| Drehorte           | Lódz, Lódzkie, Poland |
| Bekannt als        | Meska sprawa (original title) A Man Thing (World-wide (English title)) Miesten juttu (Finnland) Une affaire d'hommes (Frankreich) Männersache (Deutschland) Męska sprawa (Polen) Мужское дело (Russland) |

## Stab
- Regisseur: Sławomir Fabicki, Peter Vogt
- Regie Assistent: Mariusz Ziubryniewicz
- Drehbuch: Sławomir Fabicki
- Kamera: Bogumił Godfrejów
- Kameraassistent: Tomasz Augustynek, Piotr Krupa
- Licht: Witold Głowacki, Wojciech Jabłoński, Mariusz Stasiak
- Szenenbild: Sebastian Molski
- Requisite: Zbigniew Błażejewski
- Kostüm: Agnieszka Werner
- Ton: Ewa Bogusz, Andrzej Żabicki
- Tonassistent: Witold Łatkowski
- Foley: Henryk Zastróżny
- Montage: Joanna Fabicka
- Maske: Agnieszka Werner
- Pädagogische Betreuung: Mariusz Grzegorzek
- Set Fotografie: Michał Jaskulski, Tomasz Stefaniak, Klaudia Kielanowska, The State Higher School of Film, Television and Theater (Łódź)[2][1]

## Besetzung
- Bartosz Idczak: Bartek Idczak
- Trainer: Mariusz Jakus
- Bartek's Vater: Marek Bielecki
- Bartek's Mutter: Katarzyna Bargiełowska
- Bartek's Bruder: Tomasz Roliński
- Leiterin des Tierheims: Andrzej Wichrowski
- "Gray": Grzegorz Król
- Schulleiter: Mariusz Pilawski
- Katechet: Katarzyna Chmara
- Weitere: Dominik Berlinski, Kacper Gałczyński, Sławomir Hann, Robert Komirski, Kamil Pewny, Rafał Rył, Rafał Szewczyk, Mariusz Zagozda, Artur Zasępa[1]

## Rezensionen
Harte Witze
In einer schonungslos farblosen Welt aus Gewalt, Ohnmacht und Hoffnungslosigkeit ist der polnische Kurzfilm „Meska sprawa“ ein besonders deprimierender Stimmungsfilm, der seinen Weg bis ins Oscar-Komitee in Hollywood fand und für eine Statuette nominiert wurde. Das Farblose spiegelt nicht nur die Welt des Jungen Bartek wider – auch Slawomir Fabickis Inszenierung ist von Grau- und Brauntönen geprägt, ohne aufzuweichen.
Gürtelschlag
Der 13-jährige Bartek ist es gewohnt, bei der kleinsten Meinungsverschiedenheit zu Hause den Gürtel von seinem Vater zu spüren. Er versucht, dies vor seinen Lehrern und Klassenkameraden geheim zu halten, aber die Demütigung wartet immer noch als Teil der Rituale der Fußballmannschaft. Bartek stößt auf kein Verständnis. Die Mutter schaut weg, und ein streunender Hund ist sein einziger Freund.
Grobe Streiche
Mit seiner düsteren Geschichte [...] ist „Meska sprawa“ (übersetzt „Das Ding eines Mannes“) ein grober Eskapaden. Nur der Wind wischt die Tränen von Barteks Wangen, und diese Darstellung mangelnder Empathie setzt sich im Körper fest.
Eisige psychologische Einsicht
Ohne musikalische Untermalung und mit einem eisigen psychologischen Einblick ist der knapp eine halbe Stunde lange Kurzfilm eine präsente, schmerzhafte Bekanntschaft mit seinem ganz eigenen visuellen Gerüst und mit dem Spektakel einer anderen Welt. Dabei ist der 13-jährige Bartosz Idczak fast empathischer, als man es sich vorstellen kann.

## Preise und Auszeichnungen
- 2002: Oscar, Nominierung für den American Film Academy Award in der Kategorie Kurzspielfilm
- 2001: Oscar (Student) – Nominierung für den 28. Annual Student Academy Awards Honorary Foreign Film Competition (AMPAS – USA).
- 2001: MFF Stuttgart/Ludwigsburg, Bester Europäischer Kurzfilm
- 2001: Arcipelago Film Festival Italien, Bester Kurzfilm
- 2001: München, Gewinner VFF-Nachwuchspreis; 1. Preis der Jury
- 2001: IFF Edinburg, UIP Award
- 2001: Europäischer Filmpreis, Nomination bester Kurzfilm
- 2001: Internationales Film- und Fernsehfestival "Mediaschool" Łódź, Grand Prix
- 2001: IFF Kiew, FICC-Auszeichnung; Publikumspreis
- 2001: MFFK Teheran, Bester Spielfilm
- 2001: Filmschulen MF Mexiko, Bester Spielfilm
- 2001: MFFK New York, Bester Spielfilm
- 2001: Internationales StudentenfestivalNew York,1. Preis
- 2001: Student Etudes Festival Moskau WGIK, Preis für den besten ausländischen Film
- 2001: Regensburger Kurzfilmwoche, Hauptpreis
- 2002: Festival du Court-Métrage de Clermont-Ferrand (IFFK) Kritikerpreis; Preis der jungen Jury
- 2002: Internationales Studentenfilmfestival  Tai Pei, Taiwan, 1. Goldener Löwe
- 2002: Tarnów Film Award, Grand Prix – Leliwita-Statuette & Preis der Jugendjury
- 2002: FF Short Paris, Publikumspreis
- 2002: Krakauer Filmfestival, Silberner Drache für den Regisseur des besten Spielfilms im internationalen Wettbewerb
- 2002: Internationale Kurzfilmtage Winterthur, Hauptpreis des internationalen Wettbewerbs[1]